# WDR Maus
WDR Maus ist ein werbefreies Radioprogramm für Kinder vom WDR.

## Geschichte
WDR Maus startete am 1. Dezember 2019 unter dem Namen Die Sendung mit der Maus zum Hören als Nachfolgeprogramm des bisherigen WDR-Kinderradios KiRaKa. 2022 wurde mit der Schaffung der Dachmarke Die Maus das Radioprogramm in WDR Maus (in den Veröffentlichungen meistens: Die Maus) und die Abendsendung für Kinder auf WDR 5 WDR5 KiRaKa in MausLive umbenannt. Mittlerweile gibt es eine mehr oder weniger feste Programmstruktur von WDR Maus:
|       | Montag - Freitag                               | Samstag; Sonntag                               |
| ----- | ---------------------------------------------- | ---------------------------------------------- |
| 06:00 | Die Maus zum Hören - Lach- und Sachgeschichten | Die Maus zum Hören - Lach- und Sachgeschichten |
| 08:00 | MausMix - Deine Musikwünsche                   | MausMix - Deine Musikwünsche                   |
| 09:00 | MausMusik                                      | MausMusik                                      |
| 09:15 | Checkpod - der Podcast mit Checker Tobi        | Checkpod - der Podcast mit Checker Tobi        |
| 10:00 | Die Maus - das Beste aus MausLive              | MausClub                                       |
| 11:00 | MausMix - Deine Musikwünsche                   | MausMix - Deine Musikwünsche                   |
| 12:00 | Die Maus zum Hören - Lach- und Sachgeschichten | Die Maus zum Hören - Lach- und Sachgeschichten |
| 13:00 | Die Maus - das Beste aus MausLive              | MausClub                                       |
| 14:00 | MausMusik                                      | MausMusik                                      |
| 14:15 | Checkpod - der Podcast mit Checker Tobi        | Checkpod - der Podcast mit Checker Tobi        |
| 15:00 | MausMix - Deine Musikwünsche                   | MausMix - Deine Musikwünsche                   |
| 16:00 | Die Maus - das Beste aus MausLive              | MausClub                                       |
| 17:00 | MausMusik                                      | MausMusik                                      |
| 17:15 | Checkpod - der Podcast mit Checker Tobi        | Anna und die wilden Tiere                      |
| 18:00 | Die Maus zum Hören - Lach- und Sachgeschichten | Die Maus zum Hören - Lach- und Sachgeschichten |
| 19:04 | MausLive (Übernahme von WDR 5)                 | MausLive (Übernahme von WDR 5)                 |
| 20:00 | Gute Nacht mit der Maus                        | Gute Nacht mit der Maus                        |
| 20:30 | MausMusik - mit Musik durch die Nacht          | MausMusik - mit Musik durch die Nacht          |

## Empfang
Das Programm ist, ähnlich wie sein Vorgängerprogramm, nur digital oder über Internet zu empfangen. In NRW wird es dabei auch terrestrisch per DAB+ verbreitet. Außerhalb von NRW wird es in einige Kabelnetze und ist in Europa über Satellit und weltweit via Internet empfangbar.